# Aigra Velha
Aigra Velha é uma aldeia pertencente à freguesia de Góis, concelho de Góis.
É a Aldeia do Xisto que se encontra a maior altitude (770 m). Possui um único habitante, que vive de trabalho rural.

## Património
- Núcleo do Forno e Alambique da Família Claro
- Castanheiro notável
- Eira
- Capril tradicional